# Tim Binding
Tim Binding (* 1947 in Deutschland) ist ein deutsch-britischer Autor von Kriminalromanen.
Binding wuchs in Deutschland auf. Später arbeitete er als Lektor bei Verlagen in London. Er lebt zusammen mit seiner Frau und seiner Tochter in Kent, Großbritannien.

## Werke (Auswahl)
- Inselwahn. btb Verlag, 2001, ISBN 978-3442728411 (zuerst als Island Madness. Picador, London 1998)
- Sylvie und die verlorenen Stimmen. Knaur Verlag, 2008, ISBN 978-3426663288
- Im Königreich der Luft.  Ars Vivendi, 2009, ISBN 978-3-89716-984-5
- Cliffhanger. Heyne Verlag, 2010, ISBN 978-3453434455
- Henry Seefahrer.  Heyne Verlag, 2010, ISBN 978-3-453-40760-2
- Fischnapping.  Mare Verlag, 2011, ISBN 978-3-86648-132-9
- Eine tadellose Vollstreckung. ars vivendi Verlag, Cadolzburg 2017, ISBN 978-3-86913-866-4.

Tonträger
- Fischnapping. Verlag Neue Medien, Hamburg 2011 ISBN 978-3-8337-2750-4